# Dålkøy Bay
Die Dålkøy Bay ist eine Nebenbucht der Prydz Bay an der Ingrid-Christensen-Küste des ostantarktischen Prinzessin-Elisabeth-Lands. Sie liegt auf der Ostseite der Larsemann Hills.
Norwegische Kartographen kartierten sie 1946 anhand von Luftaufnahmen der Lars-Christensen-Expedition 1936/37. Das Antarctic Names Committee of Australia benannte sie in Anlehnung an die Benennung der vorgelagerten Insel Dålkøy.